# Onderzoeksschip

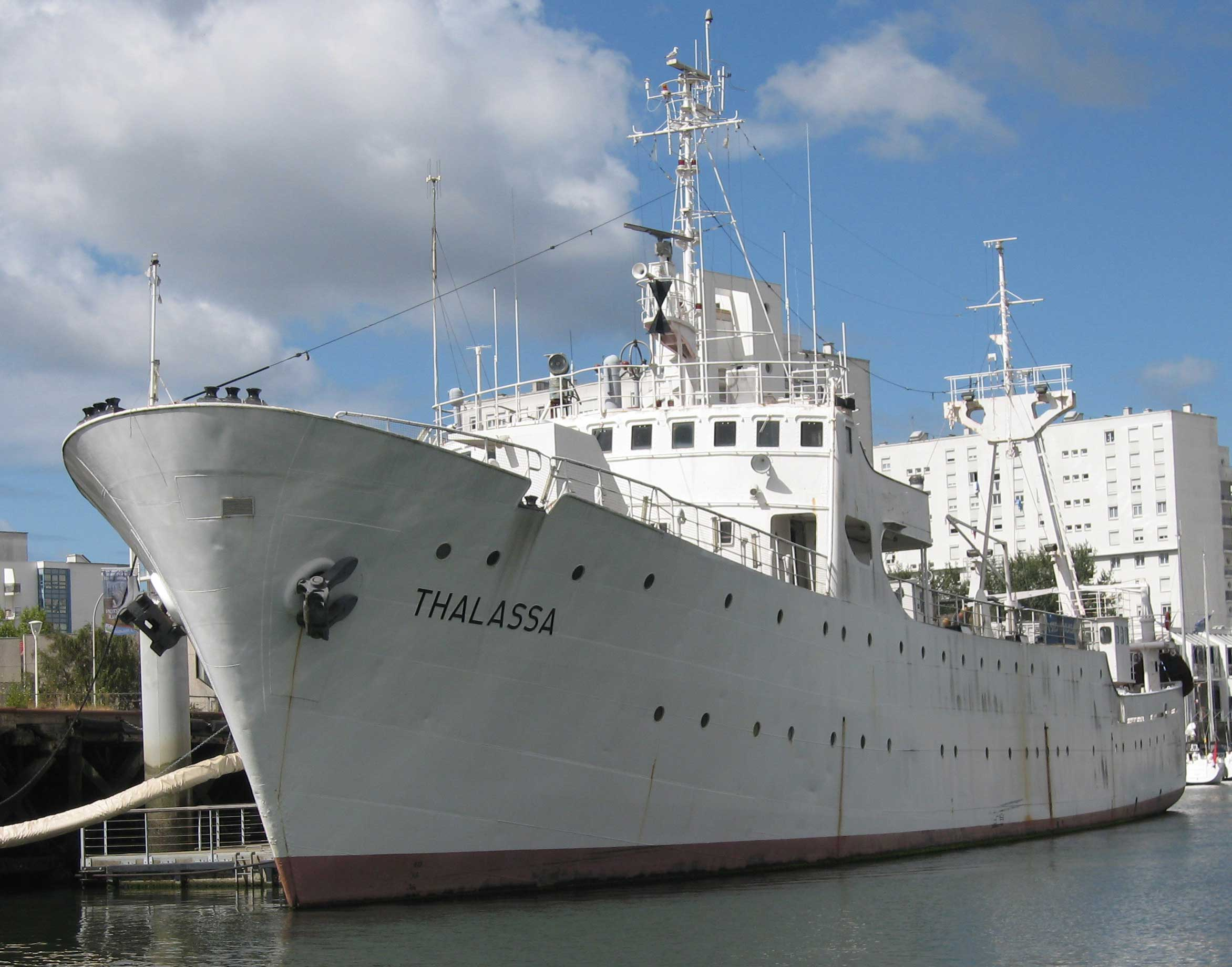
Het voormalige onderzoeksschip de Thalassa

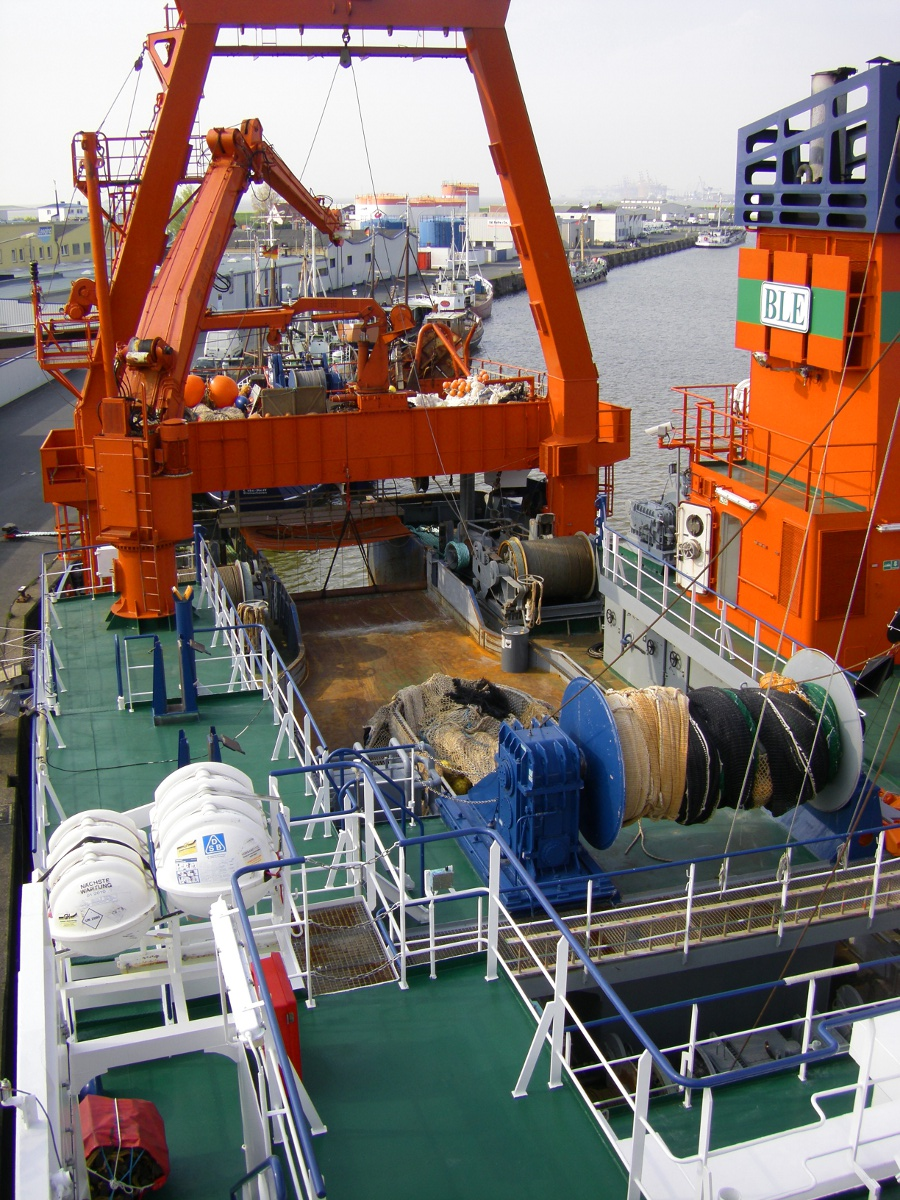
Werkdek van een onderzoeksschip

Een onderzoeksschip is een schip waarmee oceanografisch onderzoek wordt verricht. De aanduiding RV (research vessel) voorafgaand aan scheepsnamen duidt op het gebruik van die schepen als onderzoeksschip.
Het onderzoek kan zich richten op:
- bodemonderzoek (voor biologie, voor olie en gaswinning)
- flora- en faunaonderzoek
- onderzoek naar scheepswrakken en scheepsrampen.

De schepen zijn uitgerust met de noodzakelijke apparatuur voor het onderzoek in het zeewater of op de zeebodem. De schepen zijn voorzien van kranen en lieren om apparatuur in het water te laten. Aan de manoeuvreerbaarheid van de schepen worden hoge eisen gesteld. Aan boord zijn verder laboratoria voor het onderzoek en hutten voor de bemanning en onderzoekers.

## Types schepen

### Hydrografisch onderzoek
Dit schip is ontworpen om hydrografisch onderzoek en metingen uit te voeren. Op basis van deze gegevens worden nautische kaarten gemaakt om een veilige vaart te garanderen voor de overheid en particulieren. Voor het in kaart brengen van de zeebodem, vaargeulen of rivieren is niet enkel een goede dieptemeter nodig maar ook een zeer nauwkeurig GNSS-plaatsbepalingsysteem nodig. De gebruikte dieptemeters worden ook wel Multibeam echolood genoemd, deze kunnen tot scannen tot een breedte van wel zevenmaal de waterdiepte. Om deze opgemeten strook dan op de juiste plaats te tekenen gaat met GNSS combineren met RTK. Dit systeem gaat gebruik maken van het mobiele netwerk in combinatie met minimaal 4 satellieten om de positie van het schip met een centimeternauwkeurigheid te bepalen.
Deze schepen kunnen ook seismische metingen uitvoeren om zo de geologie van de zeebodem en onderliggende bodem in kaart te brengen. Behalve het maken van zeekaarten, kan er ook gezocht worden naar olie of gas. Het gebeurt ook dat deze schepen zijn uitgerust met een ponton waarop extra uitrusting wordt vervoerd zoals bijvoorbeeld luchtdrukkanonnen om drukgolven te creëren die de zeebodem penetreren om deze in kaart te kunnen brengen. In de praktijk vervullen deze schepen verscheidene taken. Voor zowel oceanografisch onderzoek als voor onderzoek van de marine of zelfs voor duikboot detectie. Een voorbeeld van een Canadees hydrografisch onderzoeksschip is de CCGS Frederick G. Creed.

### Oceanografisch onderzoek
De hoofdtaak van deze schepen bestaat uit het onderzoek naar fysische, chemische en biologische eigenschappen van het water, atmosfeer en klimaat. Ze zijn ook uitgerust om waterstalen te nemen vanop verschillende diepten inclusief de Abyssale vlakte. Ze vervullen meestal een dubbele rol als hydrografisch onderzoeksschip, waardoor ze uitrusting voor beide disciplines aan boord hebben of gemakkelijk kunnen worden omgevormd. Een voorbeeld hiervan is de Belgica A962 van de Belgische marine.

### Visserijonderzoek
Deze schepen kunnen verschillende soorten visnetten voorslepen om zowel vis als plankton te vangen. Het nemen van waterstalen is ook mogelijk. Deze schepen worden via ongeveer dezelfde bouwplannen gebouwd, aangezien het hoofddoel van beide schepen hetzelfde is. Om de vissen te vinden zijn er akoestische detectoren aan boord. Het grote verschil met schepen die aan visserij doen, is het gegeven dat alle opslagruimtes zijn vervangen door stockage van materiaal en laboratoriums.

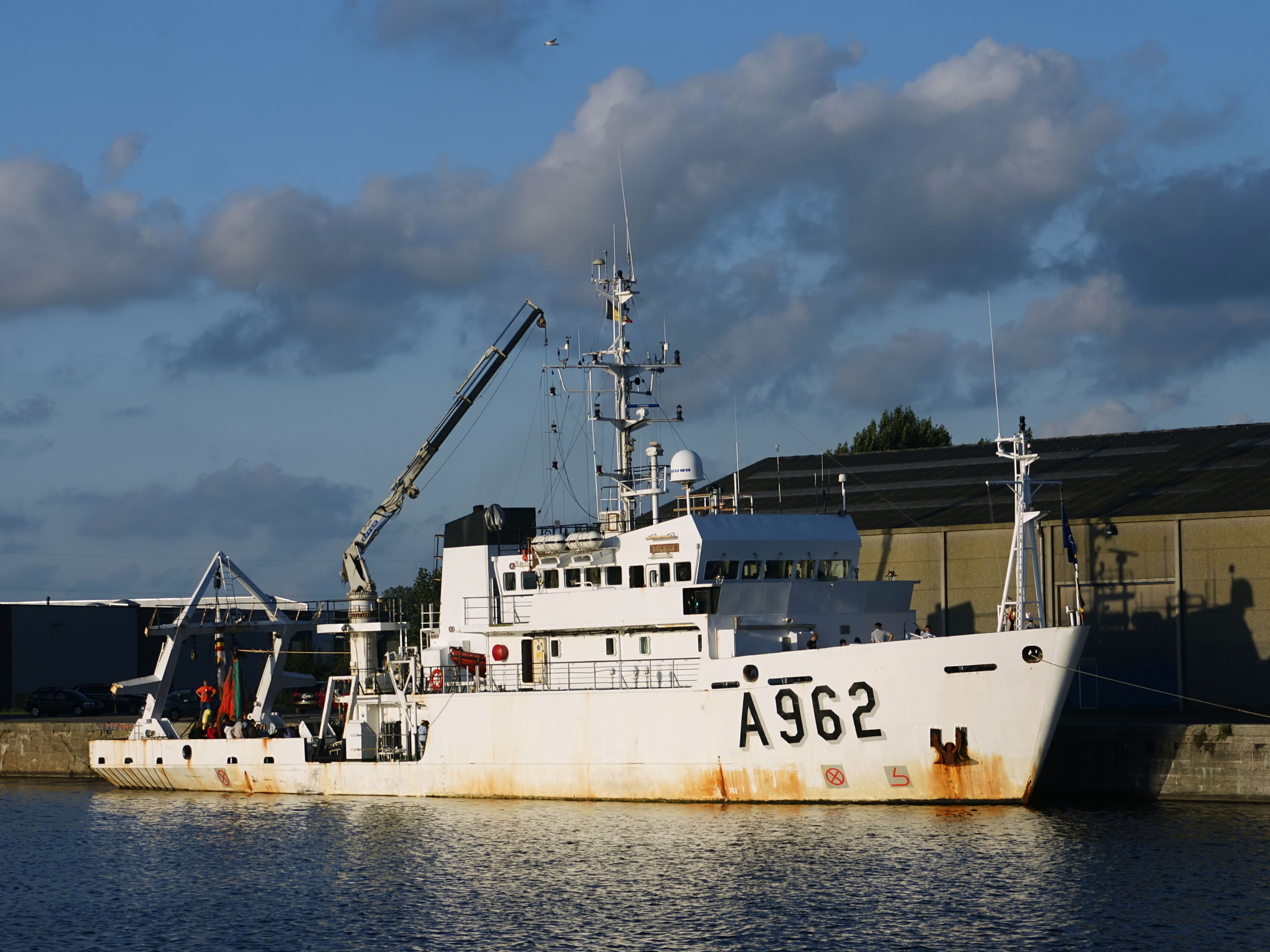
Belgica

### Onderzoek voor militaire doeleinden
De marine heeft specifieke noden waarvoor ze hun eigen schepen bouwen: onderzoek naar duikboot- en mijndetectie, en sonar- en wapentesten. Een voorbeeld hier van is de Belgica A962, een schip dat echter ook voor civiele doeleinden wordt gebruikt.

### Schepen voor polaire wateren
Als men veilig in polaire wateren wil varen, dient men extra maatregelen te nemen om doorheen ijs te kunnen varen. Zij zijn namelijk uitgerust met de romp van een ijsbreker en voldoen ook aan de Polar code. Voornamelijk op Antarctica functioneren deze schepen ook als bevoorradingsschepen van de onderzoeksstations op het vasteland.

### Olie-exploratie
Tot slot zijn er nog de boorschepen en drijvende boorplatforms die de proefboringen doen in vermoedelijk olierijk gebied.

## Voorbeelden
- RV Zeeleeuw: Vlaams onderzoeksschip
- Rv Pelagia: onderzoeksschip van het NIOZ
- Polarstern: Duitse ijsbreker en onderzoeksschip
- Sonne: Duits onderzoeksschip dat in november 2014 in de vaart is gekomen
- Ivan Papanin: Russische ijsbreker en onderzoeksschip
- RRS Sir David Attenborough, een nieuw Brits onderzoekschip voor arctische gebieden